# Perolepis pacifica
Perolepis pacifica  (лат.) — вид морских многощетинковых червей семейства Polynoidae из отряда Phyllodocida.

## Распространение
Тихий океан. Тонкинский залив. Perolepis pacifica встречается на глубинах — от 30 до 72 м.

## Описание
Длина тела около 60 мм при ширине — до 3 мм; длина параподий без щетинок — до 2 мм. Первая пара глаз крупнее второй. Тело имеет ремневидную форму (брюшная сторона светлая, а спинная — с поперечными полосами, придающими полосатую окраску), состоит из многочисленных сегментов (87). Элитрофоры многочисленные, сильно вытянуты и не отличаются от циррофоров. Вентральный усик гладкий. Все щупальца заострённые (медиальное щупальце длиннее латеральных). Простомиум разделён медиальным желобком на две части. Параподии двуветвистые. Все щетинки (сеты) простые
.